# Капинзал
Капинзал (порт. Capinzal) — муниципалитет в Бразилии. Входит в штат Санта-Катарина. Составная часть мезорегиона Запад штата Санта-Катарина. Входит в экономико-статистический микрорегион Жоасаба, который входит в Запад штата Санта-Катарина. Население составляет 23 180 человек на 2006 год. Занимает площадь 333,980 км². Плотность населения — 69,4 чел./км².

## Галерея

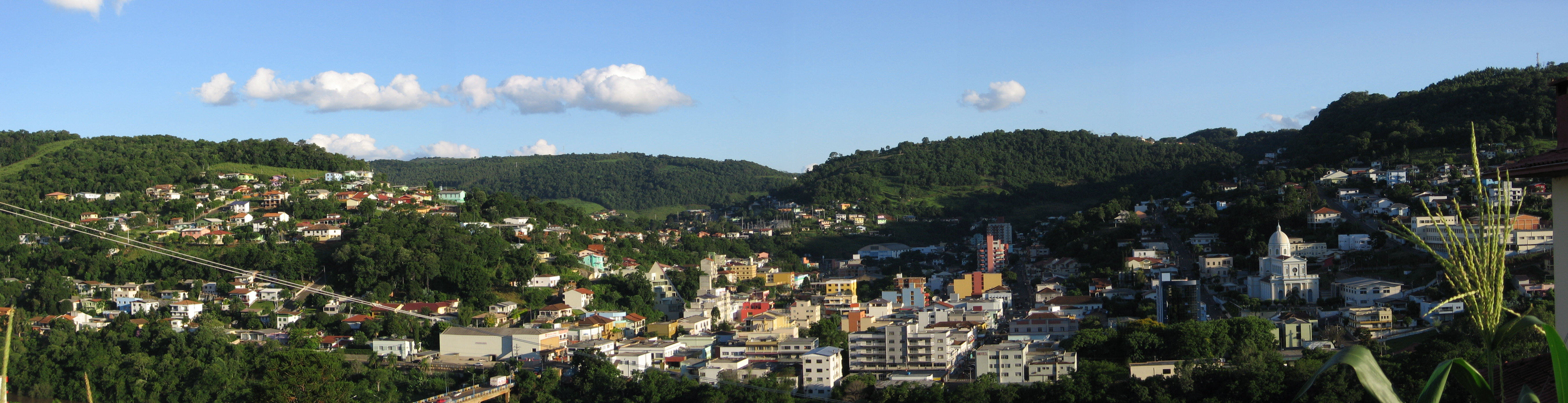
Панорама

## История
Город основан 17 февраля 1949 года.

## Статистика
- Валовой внутренний продукт на 2003 год составляет 550 460 778,00 реалов (данные: Бразильский институт географии и статистики).
- Валовой внутренний продукт на душу населения на 2003 год составляет 24 508,49 реалов (данные: Бразильский институт географии и статистики).
- Индекс развития человеческого потенциала на 2000 год составляет 0,813 (данные: Программа развития ООН).

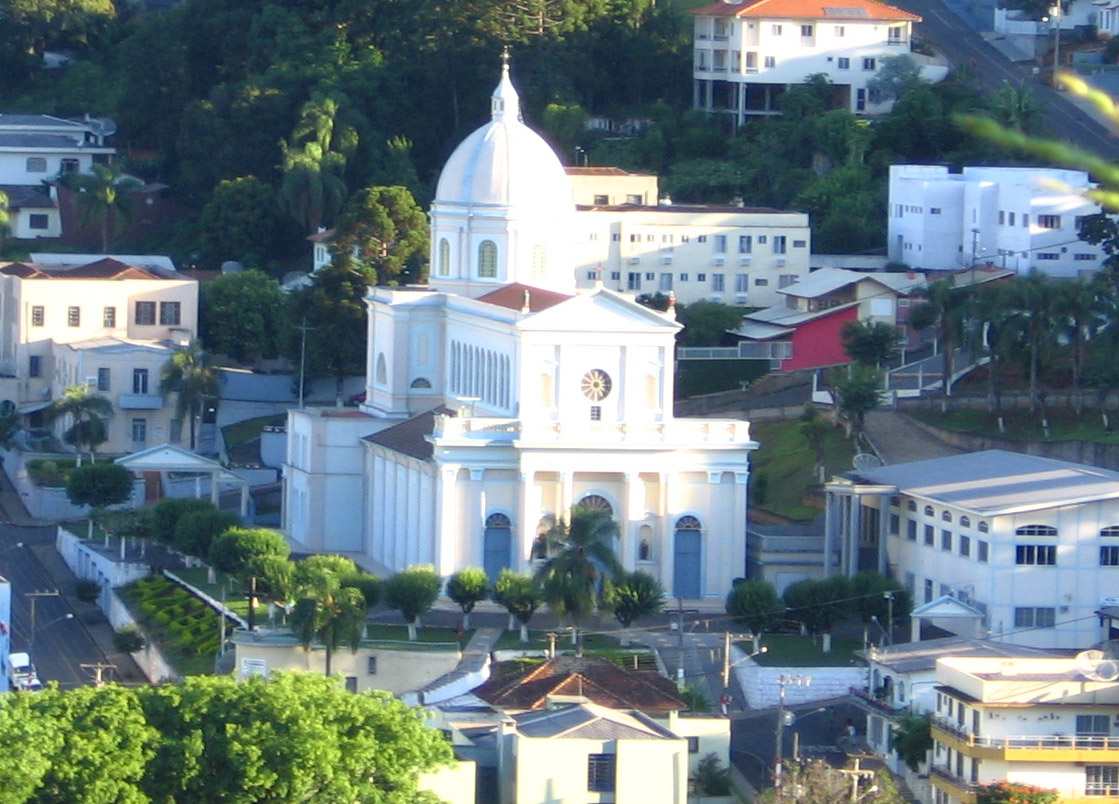
Собор